# Alfred Lunt
Alfred Davis Lunt, Jr. (født 12. august 1892, død 3. august 1977) var en amerikansk teaterdirektør og skuespiller, der havde et langvarigt fagligt partnerskab med sin kone, skuespiller Lynn Fontanne. Broadway-teateret Lunt-Fontanne Theater er opkaldt efter dem. Lunt var en af det førende mandlige stjerner i det 20. århundrede på Broadway. Han var også aktiv i film og blev nomineret til en Oscar for bedste mandlige hovedrolle for sin præstation i The Guardsman.